# Aeroportul Dourados
Aeroportul Dourados (IATA: DOU, ICAO: SSDO) este un aeroport din Dourados, Mato Grosso do Sul, Brazilia ce deservește zona Dourados. Aeroportul a fost tranzitat în 2012 de 8.845 de pasageri. A fost numit după zona deservită.
Situat la o altitudine de 80 m, aeroportul dispune de 2 piste.

## Infrastructură

### Piste
Aeroportul dispune de 2 piste. Pista 13/31 are suprafața de loam[*] și dimensiunile 650 m × 18 m. Pista 13/31 are suprafața de sol și dimensiunile 650 m × 18 m. 